# Kennedy Goss
Kennedy Goss (Toronto, 19 agosto 1996) è una nuotatrice canadese.

## Carriera
Nel 2016, ai Giochi olimpici di Rio de Janeiro, ha fatto parte, anche se solo in batteria, della squadra canadese che ha conquistato la medaglia di bronzo nella 4x200m stile libero.

## Palmarès
- Giochi olimpici

Rio de Janeiro 2016: bronzo nella 4x200m sl.
- Mondiali in vasca corta

Windsor 2016: oro nella 4x200m sl.